# Henri Denis (generale)
Henri Jean Charles Eugène Denis (Marbais, 10 settembre 1877 – Bruxelles, 19 gennaio 1957) è stato un generale e politico belga.

## Biografia
Denis entrò all'Accademia militare reale di Bruxelles nel 1895. Nel 1905 fu nominato sottotenente di artiglieria; l'anno successivo divenne tenente e nel maggio del 1914 fu nominato capitano. Dopo lo scoppio della prima guerra mondiale, in seguito ad un incidente fu temporaneamente esonerato dal servizio attivo ed inviato al ministero della guerra belga in esilio a Le Havre. Rientrato in servizio attivo nel maggio del 1915, fu inviato sul fronte del fiume Yser e nel 1917 fu promosso maggiore. Finita la guerra, divenne tenente colonnello nel 1922, colonnello nel 1927, generale di brigata nel 1931 e generale di divisione nel 1934. Nel 1937 fu nominato ministro della difesa del governo di Paul-Émile Janson e rimase in carica anche nei governi successivi fino all'ottobre del 1940, quando rassegnò le dimissioni dal governo in esilio del Belgio, trasferitosi in Francia dopo lo scoppio della seconda guerra mondiale, in seguito alla decisione del governo di trasferirsi a Londra. Denis rimase in Francia fino al 1943, quando si trasferì in Svizzera. L'anno successivo fu collocato in pensione dal governo belga. Rientrato in patria dopo la fine della guerra, morì a Bruxelles.